# Резолюция 215 на Съвета за сигурност на ООН
Резолюция 215 на Съвета за сигурност на ООН е приета на 5 ноември 1965 г. по повод индо-пакистанския спор за областта Кашмир.
Разочарован от факта, че примирието, за което призовават предишните резолюции по въпроса, не се материализира, с Резолюция 215 Съветът за сигурност призовава правителствата на Индия и Пакистан да изпълнят незабавно параграф 1 на Резолюция 211, да заповядат на въоръжените си части да сътрудничат на Съвета за сигурност, да прекратят всички военни операции и да сложат окончателен край на нарушенията на обявеното примирие. Освен това с документа се настоява за спешна среща между представители на правителствата на Индия и Пакистан, от една страна, с представител на генералния секретар на ООН, на която да се приемат план и срокове за пълно изтегляне на въоръжените сили на страните. Съветът призовава тази среща да състои възможно най-скоро, а планът за военно изтегляне да съдържа конкретни времеви срокове за своето изпълнение. От генералния секретар се изисква да докладва на Съвета за сигурност за напредъка по този въпрос в срок от три седмици след приемането на резолюцията.
Резолюция 215 е приета с мнозинство от 9 гласа за при двама въздържали се от страна на Йордания и Съветския съюз.